# Далмат Цариградски
Далмат Цариградски (Далматије, грчки: Δαλματος; умро 440. године) је био архимандрит Далматског манастира у Цариграду. Такође је носио титулу архимандрита манастира, чиме је постао главни монах у граду.
Далматије је служио у другој чети гарде под Теодосијем Великим. Био је ожењен и живео са породицом. Доживевши позив у монашки живот, добио је поуку од Исакија Далматског.
Као и већина цариградских монаха, био је противник несторијанске јереси и одиграо је важну улогу у паду Несторија. Следећи упутства Кирила Александријског, Далматије је повео војску монаха у палату Теодосија II, и позвао га да не стаје на страну Несторијанаца и не гази одлуке Првог Ефеског сабора. Пошто је то био први пут да је Далматије напустио свој манастир после 48 година, цар се зачудио видевши светог човека изван манастира и услишио је његову молбу да саслуша Кирилову одбрану, што је на крају довело до Кириловог оправдања и победе православља.
Празник Свете Далмације је 3. август.